# 亨尼韋爾 (密蘇里州)
亨尼韋爾（英語：Hunnewell）是位於美國密蘇里州謝爾比縣的城市。

## 人口
根據2020年美國人口普查的數據，亨尼韋爾的面積為1.60平方千米，皆為陸地。當地共有人口139人，而人口密度為每平方千米87人。